# 金日成と金正日の肖像画
金日成と金正日の肖像画（キムイルソンとキムジョンイルのしょうぞうが）は、朝鮮民主主義人民共和国（北朝鮮）の最高指導者である金日成と金正日の肖像画。
北朝鮮では1970年代頃から家庭に飾ることが法律で義務化された。他国の似たケースとしては、ソ連のヨシフ・スターリンや、中国の毛沢東もある。それから徐々に浸透していき、現在では工場、空港、駅、鉄道車内などあらゆる公共の場所で設置が義務化されている。金正日の肖像画は、1970代後半から金日成の右隣に飾られるようになった。金正恩の肖像画は2018年に初めて公開され、2024年に新築された朝鮮労働党中央幹部学校の新校舎では金日成・金正日の肖像画と並んで飾られた。
肖像画の配置方法に関する既定は非常に複雑であり、頻繁に変更される。一般家庭の場合は、リビングルームの最も目立つ壁に、高い位置なおかつ下を向くように配置するよう定められている。またその周辺に物を置いてはならない。さらに定期的に清掃を行い、肖像画の適切な維持管理が家庭の女性に求められている。肖像画の適切な配置は、抜き打ち検査の対象となっている。

## 歴史

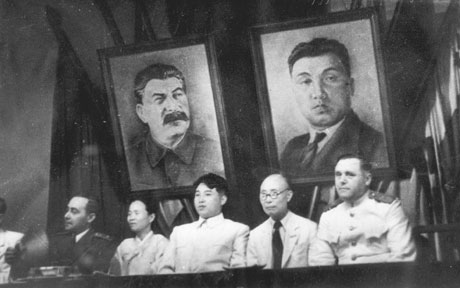
ヨシフ・スターリンと金日成の肖像画
（1946年、北朝鮮労働党第1回大会）

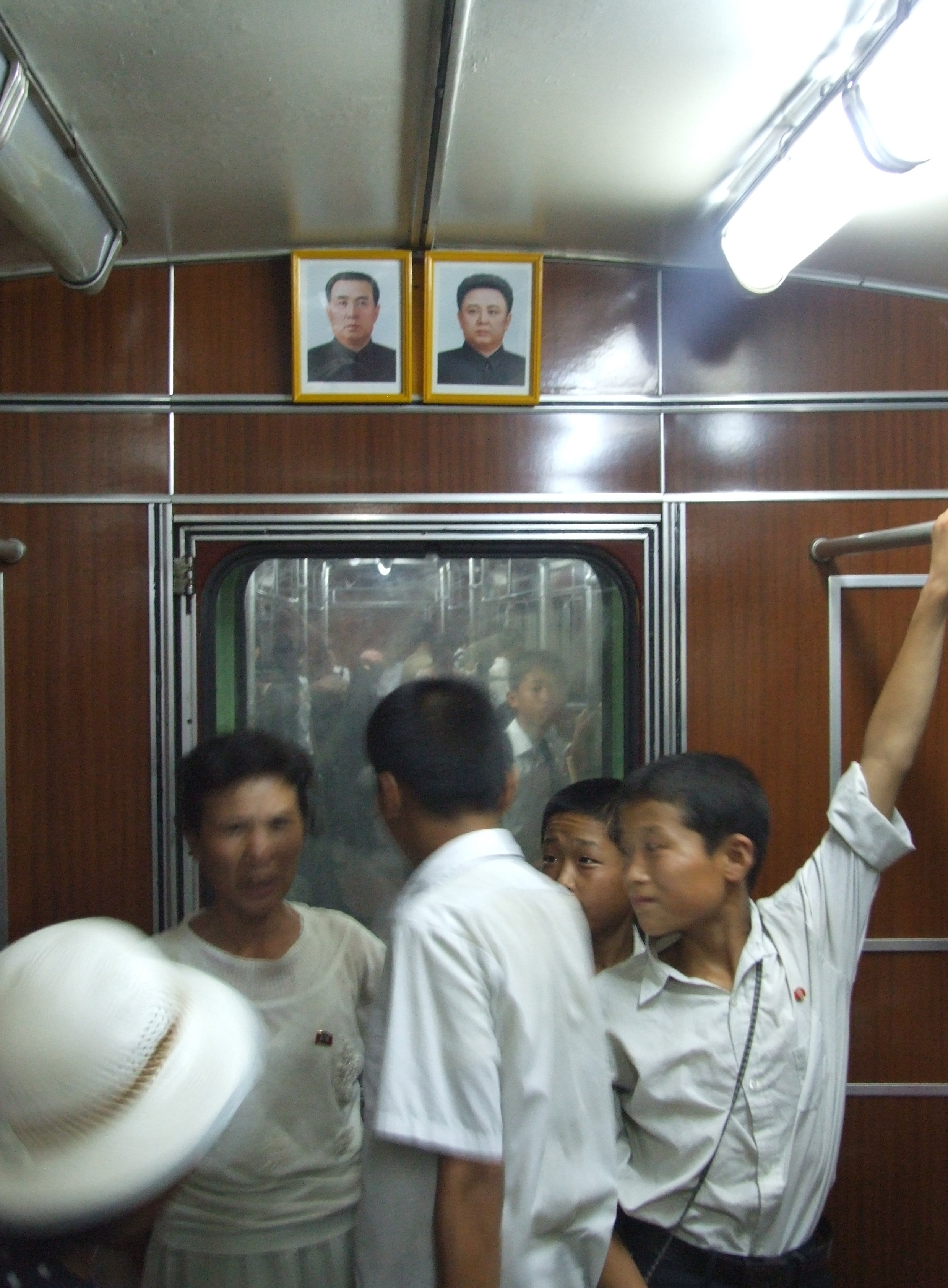
平壌地下鉄の車両に飾られた肖像画。

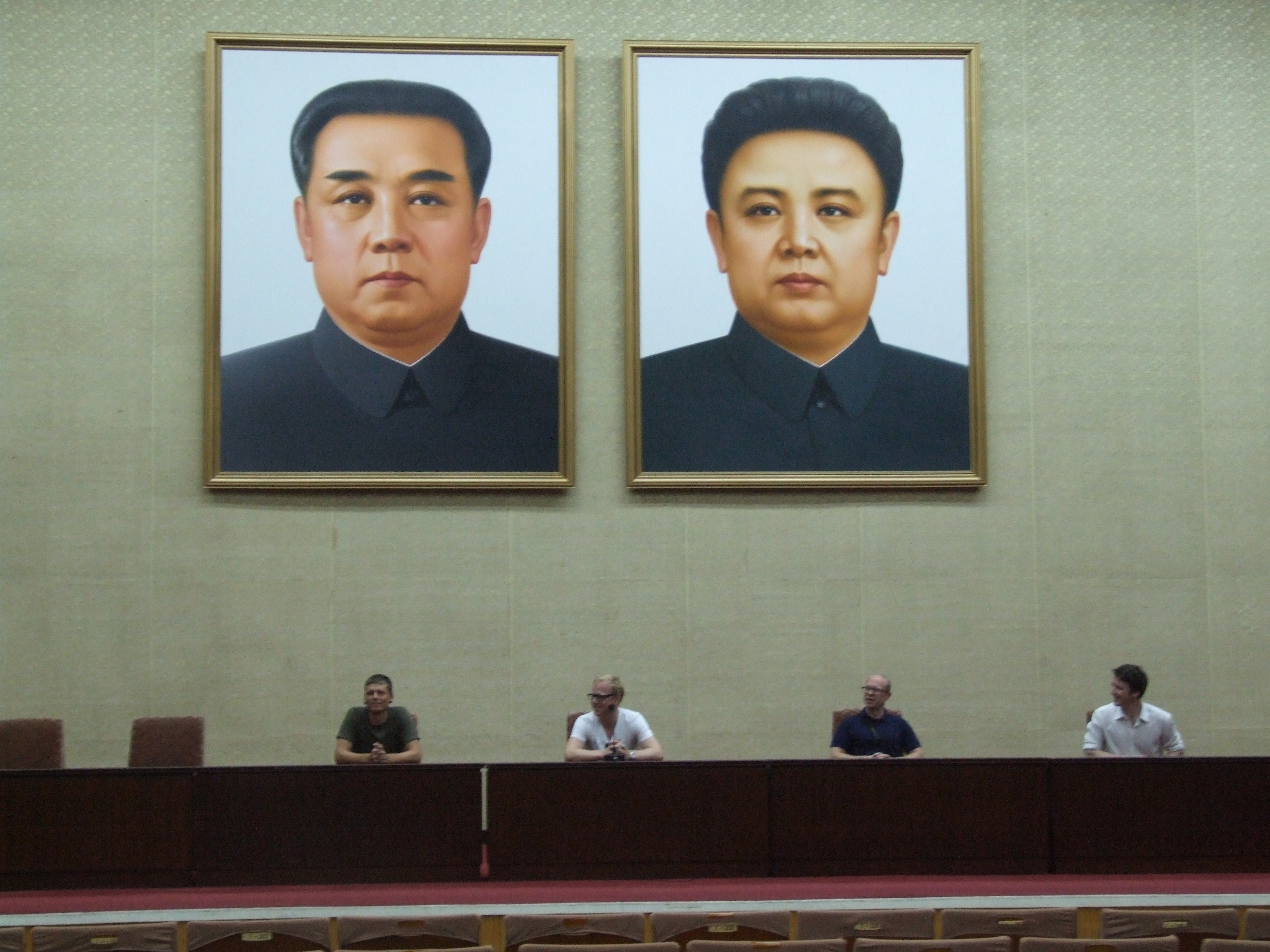
平壌の人民大学習堂に掲げられた肖像画。

1940年代以降、金日成の肖像画を飾ることは、北朝鮮では当たり前の文化であった。このような慣習は、ソビエト連邦のヨシフ・スターリンや、中国の毛沢東の肖像画を飾る慣習を参考に採用に至った。1970年代からは、北朝鮮国内の全ての家庭に金日成の肖像画を飾る事が義務化された。肖像画は国家が各家庭に配り、それをリビングに飾るよう指示した。1972年には、工場、空港、鉄道駅も設置義務の対象となった。
2010年頃以降には、金日成の隣に金正日の肖像画も飾ることが義務化された。1980年頃には、全てのオフィス、家庭、鉄道駅、地下鉄に設置された。しかしバスと路面電車に関しては、理由が不明ながら設置義務の対象から外れている。1990年初頭から、2つの肖像画は同じサイズ、なおかつ常に並べて設置するよう定められた。
肖像画の写真は、時代の流れに伴い、何度も細かい変更が加えられている。1960年代初期の肖像画は「人民服」を着ており、1980年代は「西洋のスーツ」を着ている。金日成の死後は「大元帥」の軍服に変わっていった。金正日の肖像画も人民服から大元帥の軍服へと変わった。

## 配置の規定

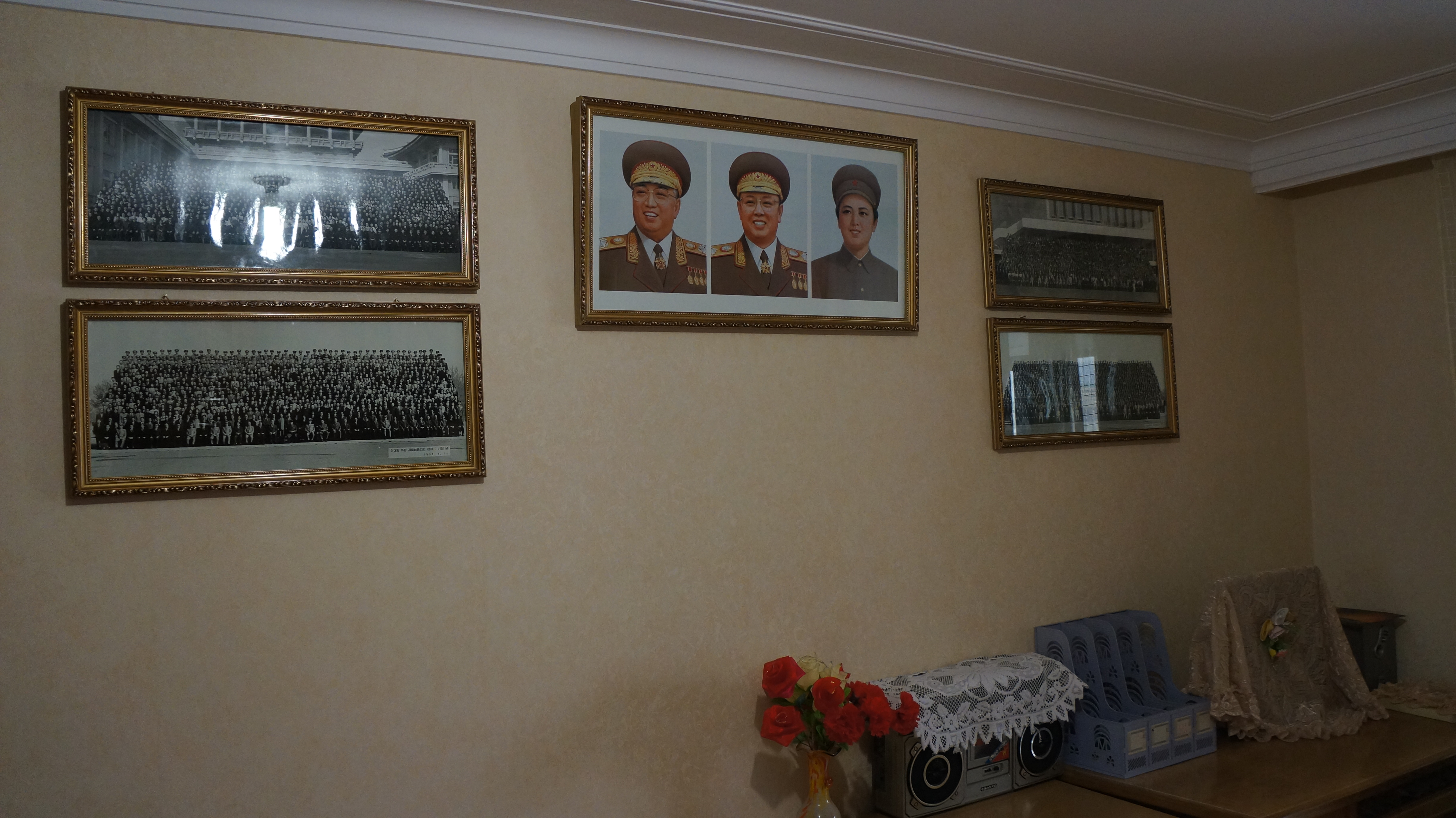
金日成、金正日、金正淑の肖像画

肖像画は、北朝鮮のいたるところで見ることができる。肖像画の配置と保守に関する既定は非常に複雑となっている。アパートでは最も目立つ壁に何も置かず、可能であればリビングに飾る必要がある。また中心から外して斜めに吊るすような事も禁止である。清掃に保つために、毎日ガラスを拭く必要がある。額の裏側に、ホコリをはらうための白い布を収納する場所があるものもある。
指導者のイメージを軽視するような事は犯罪である。これは肖像画に限らず、新聞や書籍などの画像も含まれており、肖像画を傷つけた者は直ちに捜査の対象となり、裁判で有罪判決が確定した場合は粛清の対象となる。
肖像画を適切に吊るさなかった者は軽微な犯罪とみなされ、刑罰として建設現場での重労働1日が課せられる。肖像画のチェックは、巡回職員が毎月一回行っている。
また家庭に設置された肖像画では、毎日朝夕、肖像画に頭を下げて挨拶する必要があるが、公共の場所に設置された肖像画に対して頭を下げる事までは義務化されていない。
家、オフィス、工場、店、病院、教室、図書館、船のデッキなどあらゆる場所に設置されているが、公共の建物の場合は、正面玄関の上に配置するよう既定されている。
全ての肖像画は、万寿台創作社が生産している。ガラスで張られており、額縁は木材でできている。